# ピュロコックス属
Pyrococcus（ピュロコックス属、パイロコッカス属、ピロコックス属）は熱水噴出孔や油田鉱床などに生息する超好熱古細菌。ユリアーキオータの中ではMethanopyrus kandleriに次いで好熱性が強く、全種が90℃以上に至適生育温度を持つ。最高増殖温度はPyrococcus yayanosiiの108°Cである。比較的増殖速度が早いこともあって、よく研究の進んでいる超好熱菌の一つである。
属名は球菌であること、非常に強い好熱性を持つことに由来し、ギリシャ語で炎(Pyr-o-)+ 球菌(-coccus)を意味する。

## 分布
主に海洋の熱水噴出孔から分離される。地域は問わない。大深度の油田鉱床や、海底火山山体内から発見されることもある。陸上の温泉からの分離例はない。

## 形態
形態は0.8-2.0μmほどの球菌。1本あるいは多極の鞭毛を持つ。細胞壁はS-レイヤーより構成される。

## 生育条件
100°C付近の嫌気環境で生育する。海水と同じかやや低い領域に至適pHと至適塩濃度を持つものが多い。やや好圧的ではあるが1種を除いて1気圧でも生育はできる。ある程度の放射線にも耐える。増殖速度が早く、培養も比較的容易である。

## 代謝
Pyrococcusは完全な従属栄養生物で、タンパク質やデンプンなどを醗酵することで生育する。硫黄存在下では水素ではなく硫化水素を排出し、増殖も促進される。

## 利用
高耐久性酵素の分離源として注目されている。Pyrococcusに由来する酵素の多くは100℃の高温や有機溶媒、極端なpHに耐性を持つ。また、DNAポリメラーゼは広く使われているTaqポリメラーゼに比べ複製忠実性が高く、Pfu DNAポリメラーゼ（Pyrococcus furiosus由来）として販売されている。

## 代表的な種
Pyrococcus furiosus
基準種。1986年にイタリアの沿岸熱水噴出域より単離された。増殖温度は70-103℃（至適100℃）。ゲノムサイズ1908kbp、ORF2,065箇所。
Pyrococcus glycovorans
東太平洋海嶺付近の深海熱水噴出孔より単離（水深2650m）。増殖温度は75-104（至適95℃）。世代時間は30分で、この属では最も早い。
Pyrococcus horikoshii
1998年に沖縄トラフ内の熱水鉱床付近から単離された（水深1395m）。増殖温度は80-102℃（至適98℃）。ゲノムサイズ1,739k bp、 ORF1,883箇所。 
“Pyrococcus abyssi”
主に南太平洋の深海熱水噴出孔に分布（水深2000m）。増殖温度は67-102℃（至適96℃）。ゲノムサイズ1,769kbp、ORF1,898箇所。
Pyrococcus woesei
沿岸熱水域に生息。1988年に報告。至適生育温度は102-103℃。
Pyrococcus yayanosii
大西洋中央海嶺アシャゼ熱水帯より単離された（水深4100m）。増殖温度は80-108℃（至適98℃）。絶対好圧性で、20MPa（約200気圧）未満では増殖できず、52MPaが最適、120MPa（約1200気圧）でも増殖できる。

## 参考
学術論文
- Fiala G, Stetter KO (1986). “Pyrococcus furiosus sp. nov. represents a novel genus of marine heterotrophic archaebacteria growing optimally at 100°C”. Arch. Microbiol. 145:  56–61.
- Barbier G, Godfroy A, Meunier JR, Quérellou J, Cambon MA, Lesongeur F, Grimont PA, Raguénès G (1999). “Pyrococcus glycovorans sp. nov., a hyperthermophilic archaeon isolated from the East Pacific Rise”. Int J Syst Bacteriol. 49(Pt. 4):  1829–1837.
- González JM, Masuchi Y, Robb FT, Ammerman JW, Maeder DL, Yanagibayashi M, Tamaoka J, Kato C (1998). “Pyrococcus horikoshii sp. nov., a hyperthermophilic archaeon isolated from a hydrothermal vent at the Okinawa Trough”. Extremophiles. 2:  123–130.
- Zillig W, Holz I, Klenk HP, Trent J, Wunderl S, Janekovic D, Imsel E, Haas B (1987). “Pyrococcus woesei, sp. nov., an ultra-thermophilic marine Archaebacterium, representing a novel order, Thermococcales”. Syst. Appl. Microbiol. 9:  62–70.
- Erauso G, A L Reysenbach, A Godfroy, J R Meunier, B Crump, F Partensky, J A Baross, V Marteinsson, G Barbier, N R Pace, and D Prieur (1993). “Pyrococcus abyssi sp. nov., a new hyperthermophilic archaeon isolated from a deep-sea hydrothermal vent”. Arch. Microbiol. 160:  338–349.
- Birrien JL, Zeng X, Jebbar M, Cambon-Bonavita MA, Quérellou J, Oger P, Bienvenu N, Xiao X, Prieur D. Pyrococcus yayanosii sp. nov., an obligate piezophilic hyperthermophilic archaeon isolated from a deep-sea hydrothermal vent. Int. J. Syst. Evol. Microbiol., 2011, 61, 2827-2831.

外部リンク
- Taxonomy Browser Pyrococcus (National Center for Biotechnology Information)
- P. furiosus, P. abyssi, P. horikoshii (KEGG)